# The Jungle Book (datorspel)
Walt Disney's The Jungle Book (ジャングル・ブック Janguru Bukku?) är en serie TV-spel baserade på Disneyfilmen med samma namn, främst utgivna runt 1993-1994. Spelet släpptes först av Virgin Interactive 1993 till Sega Master System. Spelet överfördes senare till Game Boy, NES, Sega Mega Drive, Sega Game Gear, SNES och PC 1994, medan en omgjord version till Game Boy Advance utkom 2003.

### Fotnoter
1. 1 2  ”The Jungle Book”. NES DB. 6 mars 1994. Arkiverad från originalet den 24 april 2014. https://web.archive.org/web/20140424224353/http://www.nesdb.se/game_more.php?id=415&rid=1. Läst 24 april 2014.